# Юшуттур
Юшуттур (мар. Ӱшӱттӱр) — деревня в Моркинском районе Республики Марий Эл. Входит в состав Себеусадского сельского поселения.

## География
Находится в юго-восточной части республики Марий Эл на расстоянии приблизительно 23 км по прямой на северо-запад от районного центра посёлка Морки.

## История
Известна с 1795 года как выселок из деревни Изи Кугунур. В 1872 году в околотке Ишуть тур находилось 12 домов. В 1886 году в околотке числилось 16 дворов, где проживали 76 мари, и 3 двора, где проживали 11 русских. В 1924 году в деревне проживал 221 человек, из них 209 мари, остальные русские. В 1932 году в деревне проживали 256 человек. В 1959 году здесь находился 61 дом и 332 человека, большинство мари. В 1979 году имелось 47 хозяйств, проживали 208 человек. В 2003 году в деревне было 46 домов. В советское время работали колхозы «Марий пеледыш», «Йошкар кече», «Правда» и «Дружба».

## Население
Население составляло 142 человека (мари 99 %) в 2002 году, 111 в 2010.